# جرج وان هالسبچ
جرج وان هالسبچ (آلمانی: Jörg von Halsbach; درگذشت ۱ ژانویه ۱۴۸۸) معمار اهل آلمان بود.
او به خاطر معماری کلیسای Frauenkirche در مونیخ شناخته‌شد.